# Dettifoss

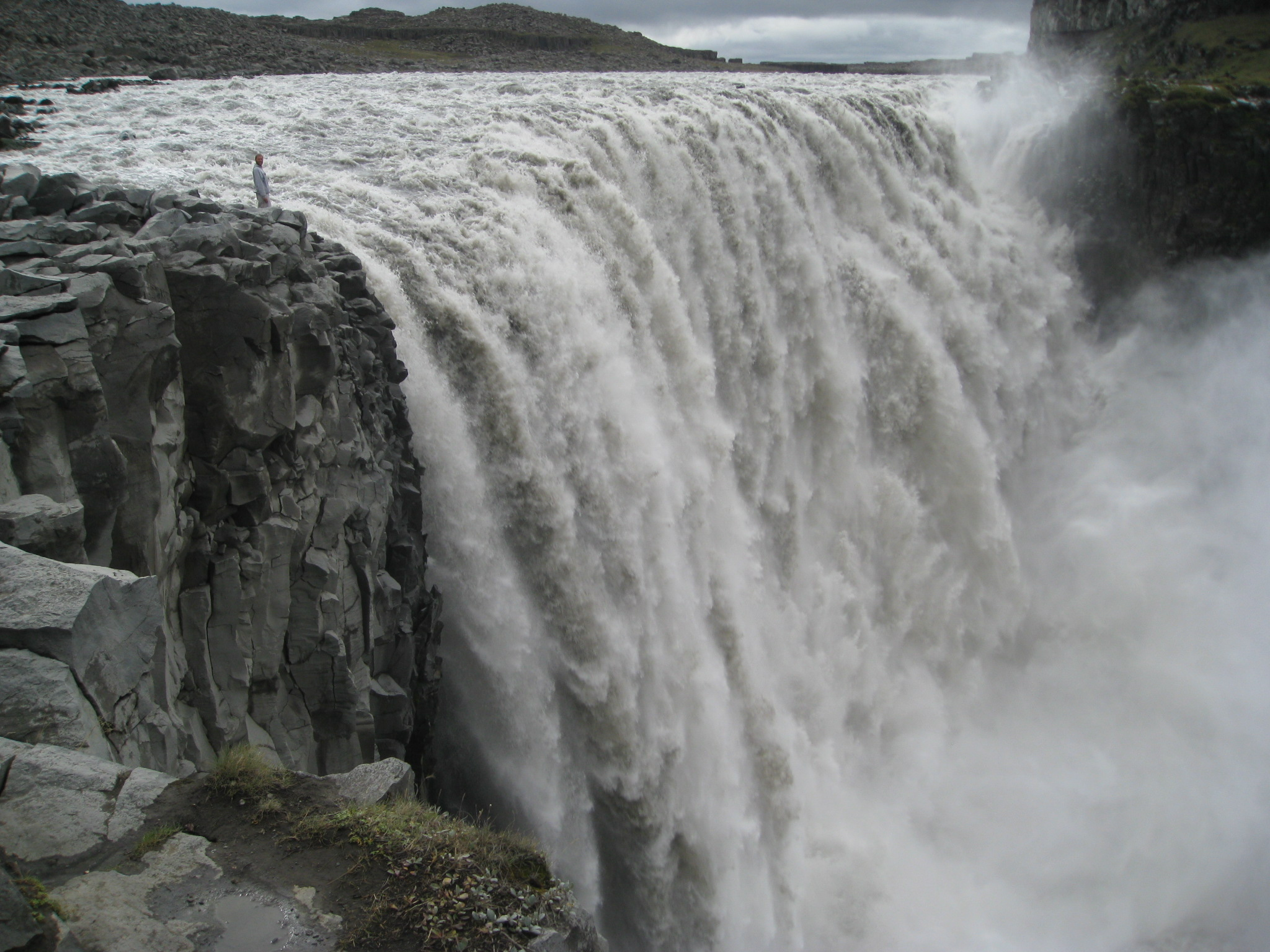
Dettifoss

Dettifoss egy vízesés, mely a Vatnajökull Nemzeti Parkban, Izland északkeleti részén található, Húsavik városától 90 kilométerre. Európa második leghatalmasabb vízeséseként tartják számon. Körülbelül 45 méter magas és 100 méter szélességű, átlagos vízhozama 193 m³/s. A Diamond Circle-ön helyezkedik el, ami egy jellegzetes turisztikai útvonal Izland északi részén, Húsavik és Mývatn körül.
A Dettifoss vízesés a Jökulsá á Fjöllum folyón található, ami a Vatnajökull gleccsertől ered, nagy területről gyűjti össze a vizet Izland északkeleti részén és az Öxarfjörður öbölbe fut bele.
A Dettifoss a Jökulsárgljúfur Nemzeti Park legdélibb pontja, a központi vízesés vízesések egyedülálló láncolatában; a folyón felfelé, tőle körülbelül 1 kilométerre, a folyón felfelé található a Selfoss, 2 kilométerre lefelé a Hafragilsfoss. A Dettifoss alatt fekvő kanyon az USA-beli Arizonában található Grand Canyon miniatűr változatának tekinthető.